# Sébastien Foucan
Sébastien Foucan (Paris, France, 24 de Maio de 1974) é um actor e praticante de parkour francês. É o fundador do estilo free running.
Actuou no filme Cassino Royale (da série de filmes de James Bond), interpretando o terrorista Mollaka; e também no filme "The Tournament" (em português "Vingança entre Assassinos"), como o assassino Anton Bogart.
Após isso, apareceu no videoclipe da canção Jump, e acompanhou a cantora em sua tourné de 2006 Confessions Tour.